# Józef (Kikwadze)
Józef, imię świeckie Giorgi Kikwadze (ur. 17 września 1959 w Czochatauri) – gruziński duchowny prawosławny, od 2007 metropolita Szemokmedi.

## Życiorys
23 maja 1991 otrzymał święcenia diakonatu, a 3 listopada tegoż roku – prezbiteratu. 7 kwietnia 1995 przyjął chirotonię biskupią. 3 czerwca 2007 podniesiony został do godności metropolity.